# Artabotrys venustus
Artabotrys venustus este o specie de plante angiosperme din genul Artabotrys, familia Annonaceae, descrisă de George King. Conform Catalogue of Life specia Artabotrys venustus nu are subspecii cunoscute.